# Episodi di Cupid
La prima e unica stagione della serie televisiva Cupid è stata trasmessa in prima visione negli Stati Uniti d'America da ABC dal 31 marzo al 16 giugno 2009.
In Italia è stata trasmessa in prima visione da Rai 2 dal 27 dicembre 2010 al 5 gennaio 2011.
| nº | Titolo originale       | Titolo italiano      | Prima TV USA   | Prima TV Italia  |
| -- | ---------------------- | -------------------- | -------------- | ---------------- |
| 1  | Pilot                  | La prima coppia      | 31 marzo 2009  | 27 dicembre 2010 |
| 2  | Live and Let Spy       | Vivi e lascia spiare | 7 aprile 2009  | 28 dicembre 2010 |
| 3  | The Great Right Hope   | La grande speranza   | 14 aprile 2009 | 29 dicembre 2010 |
| 4  | The Tommy Brown Affair | Ladro di cuori       | 28 aprile 2009 | 30 dicembre 2010 |
| 5  | Shipping Out           | Solo per amore       | 5 maggio 2009  | 3 gennaio 2011   |
| 6  | Left of the Dial       | Amore al primo suono | 12 maggio 2009 | 4 gennaio 2011   |
| 7  | My Fair Masseuse       | Affinità elettive    | 16 giugno 2009 | 5 gennaio 2011   |